# Steenokkerzeel
Steenokkerzeel (fr. Steenockerzeel) – miejscowość i gmina (gemeente) w Belgii, w Regionie Flamandzkim, w prowincji Brabancja Flamandzka, w okręgu Halle-Vilvoorde. 1 stycznia 2024 roku liczyła 12 663 mieszkańców.

## Demografia
Wszystkie dane historyczne odnoszą się do obecnej gminy, w tym tych utworzonych po połączeniu 1 stycznia 1977.
Źródło: NIS, uwaga: 1806-1981 – spis ludności; 1990 i później – populacja 1 stycznia.

## Podział administracyjny
W skład gminy wchodzą dwie dzielnice (deelgemeente):
- Melsbroek
- Perk

## Nauka
W gminie znajduje się szkoła lotnicza Sabena Flight Academy.

## Osoby

### urodzone w Steenokkerzeel
- Magda Aelvoet (1944) – belgijska i flamandzka polityk, działaczka społeczna, była minister i posłanka do Parlamentu Europejskiego

### związane z gminą
- Zyta Burbon-Parmeńska (1892-1989) – cesarzowa Austrii i królowa Węgier
- Kim Gevaert (1978) – belgijska lekkoatletka, sprinterka, srebrna medalistka olimpijska z Pekinu w sztafecie 4 × 100 metrów, honorowy obywatel gminy
- Gene Thomas (1972) – piosenkarz
- Kristel Verbeke (1975) – były członek K3